# Söğütlü (Atayurt), Kars
Atayurt là một xã thuộc thành phố Kars, tỉnh Kars, Thổ Nhĩ Kỳ. Dân số thời điểm năm 2010 là 110 người.